# 諏訪忠晴
諏訪 忠晴（すわ ただはる）は、信濃高島藩の第3代藩主。第2代藩主・諏訪忠恒の長男。

## 生涯
生母は国元の側室であったため、諏訪にて産まれた。
明暦3年（1657年）、父の死去により跡を継いだ。相続の際、父の遺命に従い筑摩郡5000石の内から、弟の頼蔭（埴原知行所）と頼久（百瀬知行所）にそれぞれ1000石ずつ分知し旗本に列させたため、諏訪藩は3万2000石から3万石となった。百瀬知行所には陣屋が置かれた。同年12月27日に従五位下因幡守に叙任された。万治元年（1658年）、磐城平藩主の内藤忠興の娘（養女）を正室とした。
延宝4年（1676年）、武家伝記である『本朝武林小伝』7巻とその続編である35巻を編纂した。また、狩野派の絵もよく描いていたなど、文化人としても優れていたことが伝えられている。
寛文5年（1665年）に宗門改めを行い、また藩士の知行を改め、蔵方知行とするなど忠晴の代は藩の支配機構を整え、藩体制の確立に努めた。
延宝の飢饉の際には、諏訪藩内でも死者が1200人も出るなど被害者が大きかった。その頃の藩主としての逸話がある。延宝6年（1678年）、父忠恒の時代に解決したはずの、金沢山の入会権をめぐる金沢村（金沢宿。現茅野市金沢）と隣の千野村との争いが再炎しており、収入源を得ようとしていた藩を巻き込んでの争いの中、代表として紛争の解決にあたった金沢宿の問屋小松三郎左衛門は、村のため裁許状を覆えそうと企て、藩により捕縛され処刑された。小松の財産は没取され、妻子は追放された。小松三郎左衛門磔殺事件と言われる。藩の処断は苛烈であるとされるが、死刑処分は一人のみであり、藩が小松に対して突きつけた罪状は「山論に没頭するあまり、本来の問屋業務を疎かにした」であり、至極全うである。
天和元年（1682年）には高田城在番と高田領内の検地を務めた功績により、天和3年（1683年）7月28日に検地の総奉行を務めた家老の諏訪頼意が江戸城に呼ばれ、幕府より恩賞を授かっている。その後も大坂城山里御門番、江戸火消役などを務めた。忠晴晩年頃から諏訪藩内では家老が政治を専横するようになり、後の二の丸騒動へと続いていく。元禄4年（1691年）、幕府より大坂加番を命じられ、家老の頼意らを率いて役を務めた。 天和3年（1683年）7月3日に、先代から預けられていた松平忠輝が、高島城南の丸屋敷にて92歳で死去した。
元禄8年（1695年）3月2日、諏訪にて57歳で死去し、諏訪藩主菩提寺の温泉寺に葬られた。跡を三男の忠虎が継いだ。

## 系譜
父母
- 諏訪忠恒（父）
- 永高院、小喜多氏 ー 側室（母）

正室
- 磐城平藩主内藤忠興の養女

子女
- 千代熊 - 長男。生母は正室。早世。
- 萬助 - 次男。生母は正室。早世。
- 諏訪忠虎 - 三男。生母は正室。
- 諏訪頼基 - 四男。諏訪大社大祝諏訪頼隆の養子。生母は側室。

養女
- 交代寄合旗本最上義雅正室 ー 従一位左大臣大炊御門経孝の娘